# Porphyrinia caelestis
Porphyrinia caelestis là một loài bướm đêm trong họ Noctuidae.